# Vanuatu na Letnich Igrzyskach Olimpijskich 2020
Vanuatu na Letnich Igrzyskach Olimpijskich 2020 – występ kadry sportowców reprezentujących Vanuatu na igrzyskach olimpijskich, które odbyły się w Tokio w Japonii, w dniach 23 lipca - 8 sierpnia 2021 roku.
Reprezentacja Vanuatu liczyła trzech zawodników – wyłącznie mężczyzn, którzy wystąpili w 3 dyscyplinach.
Był to dziewiąty start Vanuatu na letnich igrzyskach olimpijskich.

## Reprezentanci

### Judo
| Zawodnik   | Konkurencja     | 1/16                            | 1/8              | Ćwierćfinały     | Półfinały        | Repasaż 1        | Repasaż 2        | Repasaż 3        | Finał            | Pozycja |
| Zawodnik   | Konkurencja     | Przeciwnik Wynik                | Przeciwnik Wynik | Przeciwnik Wynik | Przeciwnik Wynik | Przeciwnik Wynik | Przeciwnik Wynik | Przeciwnik Wynik | Przeciwnik Wynik | Pozycja |
| ---------- | --------------- | ------------------------------- | ---------------- | ---------------- | ---------------- | ---------------- | ---------------- | ---------------- | ---------------- | ------- |
| Hugo Cumbo | -81 kg mężczyzn | Szarofiddij Bołtabojew IPP 0:10 | NQ               | NQ               | NQ               | NQ               | NQ               | NQ               | NQ               | 17-28   |

### Tenis stołowy
| Zawodnik     | Konkurencja     | 1/32                    | 1/16             | 1/8              | Ćwierćfinały     | Półfinały        | Finał            | Pozycja |
| Zawodnik     | Konkurencja     | Przeciwnik Wynik        | Przeciwnik Wynik | Przeciwnik Wynik | Przeciwnik Wynik | Przeciwnik Wynik | Przeciwnik Wynik | Pozycja |
| ------------ | --------------- | ----------------------- | ---------------- | ---------------- | ---------------- | ---------------- | ---------------- | ------- |
| Yoshua Shing | singel mężczyzn | Horacio Cifuentes P 0:4 | NQ               | NQ               | NQ               | NQ               | NQ               | 33.-64. |

### Wioślarstwo
| Zawodnik | Konkurencja | Eliminacje | Eliminacje | Repasaż | Repasaż    | Ćwierćfinały | Ćwierćfinały | Półfinały E/F | Półfinały E/F | Półfinały A/B | Półfinały A/B | Finał F | Finał F | Finał A/B | Finał A/B | Pozycja |
| Zawodnik | Konkurencja | Czas       | M.         | Czas    | M.         | Czas         | M.           | Czas          | M.            | Czas          | M.            | Czas    | M.      | Czas      | M.        | Pozycja |
| -------- | ----------- | ---------- | ---------- | ------- | ---------- | ------------ | ------------ | ------------- | ------------- | ------------- | ------------- | ------- | ------- | --------- | --------- | ------- |
| Rio Rii  | M1x         | 8:00.98    | 6.         | 8:17.00 | 3. Q(PA/B) | BYE          | BYE          | 8:19.99       | 3. (FB)       | BYE           | BYE           | 7:49.82 | 1.      | BYE       | BYE       | 30.     |